# Eva Šolcová
Eva Šolcová (24. května 1945 Suchdol nad Lužnicí – 21. března 1967 Šumperk) byla česká divadelní a filmová herečka.

## Život
Studovala herectví na DAMU, poté získala angažmá v Divadle Vítězného února v Hradci Králové a Severomoravském divadle v Šumperku. Proslavila se rolí Božky Martinové ve filmu Karla Kachyni Závrať z roku 1962, později účinkovala ve filmech Místenka bez návratu a v povídkovém filmu Místo v houfu, povídka Optimista (oba z roku 1964).